# Нью-Денвер
Нью-Денвер (англ. New Denver) — село в Канаді, у провінції Британська Колумбія, у складі регіонального округу Сентрал-Кутеней.

## Населення
За даними перепису 2016 року, село нараховувало 473 особи, показавши скорочення на 6,2%, порівняно з 2011-м роком. Середня густина населення становила 543,7 осіб/км².
З офіційних мов обидвома одночасно володіли 40 жителів, тільки англійською — 410. Усього 30 осіб вважали рідною мовою не одну з офіційних, з них 5 — українську.
Працездатне населення становило 51,9% усього населення, рівень безробіття — 7,5%.
Середній дохід на особу становив $33 269 (медіана $22 720), при цьому для чоловіків — $36 731, а для жінок $30 382 (медіани — $24 608 та $21 696 відповідно).
26% мешканців мали закінчену шкільну освіту, не мали закінченої шкільної освіти — 15,6%, 58,4% мали післяшкільну освіту, з яких 40% мали диплом бакалавра, або вищий.
| Статево-вікова структура населення | Статево-вікова структура населення | Статево-вікова структура населення | Статево-вікова структура населення | Статево-вікова структура населення |
| ---------------------------------- | ---------------------------------- | ---------------------------------- | ---------------------------------- | ---------------------------------- |
|                                    |                                    |                                    |                                    |                                    |
| Всього                             | Всього                             | 44,2%55,8%                         |                                    |                                    |
| 0 — 14 років                       | 0 — 14 років                       |                                    | 9,8%                               | 9,8%                               |
| 15 — 64 років                      | 15 — 64 років                      |                                    | 50%                                | 50%                                |
| 65 і більше                        | 65 і більше                        |                                    | 40,2%                              | 40,2%                              |
| 85 і більше                        | 85 і більше                        |                                    | 5,4%                               | 5,4%                               |
| Середній вік (років)               | Середній вік (років)               | 53,954,8                           | 54,4                               | 54,4                               |
| Медіана (років)                    | Медіана (років)                    | 61,460,5                           | 60,9                               | 60,9                               |
| — чоловіки — жінки                 |                                    |                                    |                                    |                                    |

| Походження мешканців:     | Походження мешканців:     | Походження мешканців: | Походження мешканців: | Походження мешканців: |
| ------------------------- | ------------------------- | --------------------- | --------------------- | --------------------- |
| Походження                |                           |                       | осіб                  | %                     |
| Корінні американці        | Корінні американці        |                       | 15                    | 3.49%                 |
| Інше північноамериканське | Інше північноамериканське |                       | 95                    | 22.09%                |
| Європейське               | Європейське               |                       | 385                   | 89.53%                |
| британське                | британське                |                       | 265                   | 61.63%                |
| французьке                | французьке                |                       | 35                    | 8.14%                 |
| українське                | українське                |                       | 15                    | 3.49%                 |

## Клімат
Середня річна температура становить 6,6°C, середня максимальна – 20,7°C, а середня мінімальна – -10°C. Середня річна кількість опадів – 944 мм.
| Клімат поселення                              | Клімат поселення | Клімат поселення | Клімат поселення | Клімат поселення | Клімат поселення | Клімат поселення | Клімат поселення | Клімат поселення | Клімат поселення | Клімат поселення | Клімат поселення | Клімат поселення | Клімат поселення |
| Показник                                      | Січ.             | Лют.             | Бер.             | Квіт.            | Трав.            | Черв.            | Лип.             | Серп.            | Вер.             | Жовт.            | Лист.            | Груд.            |                  |
| Середній максимум, °C                         | 2,49             | 4,94             | 8,18             | 12,45            | 16,96            | 20,69            | 20,03            | 20,09            | 15,20            | 9,38             | 3,38             | 0,02             |                  |
| Середня температура, °C                       | −3,78            | −1,33            | 1,90             | 6,18             | 10,69            | 14,44            | 17,20            | 17,27            | 12,38            | 6,56             | 0,56             | −2,81            |                  |
| Середній мінімум, °C                          | −10,03           | −7,58            | −4,35            | −0,08            | 4,43             | 8,18             | 14,39            | 14,46            | 9,56             | 3,74             | −2,26            | −5,65            |                  |
| Норма опадів, мм                              | 116              | 68               | 69               | 63               | 68               | 83               | 60               | 56               | 55               | 76               | 118              | 112              |                  |
| Середньомісячна швидкість вітру, м/с          | 2.07             | 1.96             | 2.16             | 2.35             | 2.25             | 2.24             | 2.14             | 2.05             | 1.90             | 1.97             | 2.10             | 2.05             |                  |
| Середньомісячна сонячна радіація, кДж/м²·день | 3447             | 7061             | 11778            | 16622            | 20263            | 21919            | 23454            | 20111            | 14208            | 8230             | 3804             | 2705             |                  |
| --------------------------------------------- | ---------------- | ---------------- | ---------------- | ---------------- | ---------------- | ---------------- | ---------------- | ---------------- | ---------------- | ---------------- | ---------------- | ---------------- | ---------------- |
| Джерело:                                      |                  |                  |                  |                  |                  |                  |                  |                  |                  |                  |                  |                  |                  |